# 富樫泰家
富樫 泰家（とがし やすいえ）は、平安時代末期から鎌倉時代初期にかけての武将・御家人。富樫氏6代当主。
『義経記』の安宅の関の関守・富樫介、能の演目『安宅』の富樫の何某（なにがし）、歌舞伎の演目『勧進帳』の富樫左衛門に比定される。

## 略歴
富樫氏は藤原北家・藤原利仁を祖とする家系だといわれている。富樫氏4代当主・富樫家経の子として誕生。
寿永2年（1183年）、源義仲の平氏討伐に応じて平維盛率いる大軍と加賀国・越中国国境の倶利伽羅峠にて対陣。燃え盛る松明を牛の角に結びつけ、敵陣に向けて放ち、夜襲をかける。この大胆な戦略が功を奏して大勝（倶利伽羅峠の戦い）。寿永3年（1184年）に義仲が源頼朝の命を受けた源範頼・義経に討たれた後は加賀守護に任ぜられる。　
文治3年（1187年）、兄・頼朝から追われ、山伏に扮して北陸道を通り、奥州平泉を目指していた義経一行を追及し、義経本人であることを確信しつつ、武士の情と武蔵坊弁慶の読み上げる「勧進帳」に感心し、義経一行を無事に通過させたという。そのことにより頼朝の怒りを買い、守護の職を剥奪された。後に剃髪し法名を仏誓とし、名を富樫重純（成澄）と改め、一族と共に奥州平泉に至り義経と再会を果たす。その後しばらく平泉に留まったが、後に子の庄九郎を残して野々市に戻り、天寿を全うした。